# 한윤섭
한윤섭(韓潤燮, 1985년 9월 12일 ~ )은 전 KBO 리그 kt 위즈의 내야수이다.

## 선수 시절

### 한화 이글스시절
2008년에 신고선수로 입단하여 주로 대주자로 출장했다. 2013년 시즌 후 방출됐다.

### kt 위즈시절
2014년에 입단하였다.

## 야구선수 은퇴 후
2018년부터 신일고등학교 야구부 코치로 활동하다가 2019년부터 kt 위즈의 잔류군 수비코치로 활동했다. 이후 kt wiz 잔류군 수비코치를 거쳐서 퓨처스 수비코치, 2023년 kt wiz 퓨처스 주루코치, 작전코치를 맡고있따.

## 출신 학교
- 춘천초등학교
- 춘천중학교
- 경동고등학교
- 동아대학교